# Igreja Matriz de São Gonçalo
A Igreja Matriz de São Gonçalo é um templo católico construído no início do século XVIII, no município brasileiro  de Contagem, em Minas Gerais. Os primeiros registros sobre a Capela de São Gonçalo datam de 1725. Em 1825, a capela foi substituída por uma construção mais suntuosa, sendo elevada à condição de Matriz em 1854, separando-se da Paróquia da Boa Viagem, no Curral del Rei.
É uma das edificações mais antigas de Contagem que, apesar de ter sofrido várias intervenções em sua arquitetura colonial desde o século XIX, ainda representa a identidade religiosa local. Seu interior abriga a imagem do padroeiro São Gonçalo do Amarante e da padroeira Nossa Senhora das Dores.
É na Igreja Matriz de São Gonçalo que é celebrado, desde 1806, o Jubileu de Nossa Senhora das Dores, sempre na semana que antecede a Semana Santa.